# تسوتومو کامازاکی
 تسوتومو کامازاکی (انگلیسی: Tsutomu Yamazaki؛ زادهٔ ۲ دسامبر ۱۹۳۶) هنرپیشهٔ اهل ژاپن است که از فیلم‌هایی که وی در آن نقش داشته‌است، می‌توان به ریش‌قرمز و کاگه‌موشا اشاره کرد.